# Bosquerola roquera
La bosquerola roquera (Basileuterus lachrymosus) és una espècie d'ocell de la família dels parúlids (Parulidae)
Habita boscos de Mèxic, des del sud de Sonora, estat de San Luis Potosí, Tamaulipas, Veracruz, nord d'Oaxaca i pel vessant del Pacífic fins a Nicaragua.